# Munday (Texas)
Munday es una ciudad ubicada en el condado de Knox en el estado estadounidense de Texas. En el Censo de 2010 tenía una población de 1.300 habitantes y una densidad poblacional de 351,74 personas por km².

## Geografía
Munday se encuentra ubicada en las coordenadas 33°26′50″N 99°37′26″O / 33.44722, -99.62389. Según la Oficina del Censo de los Estados Unidos, Munday tiene una superficie total de 3.7 km², de la cual 3.7 km² corresponden a tierra firme y (0%) 0 km² es agua.

## Demografía
Según el censo de 2010, había 1.300 personas residiendo en Munday. La densidad de población era de 351,74 hab./km². De los 1.300 habitantes, Munday estaba compuesto por el 70.46% blancos, el 7% eran afroamericanos, el 0.46% eran amerindios, el 0% eran asiáticos, el 0% eran isleños del Pacífico, el 18.85% eran de otras razas y el 3.23% pertenecían a dos o más razas. Del total de la población el 38.23% eran hispanos o latinos de cualquier raza.